# Scipio, New York
Scipio är en kommun (town) i Cayuga County i delstaten New York. Ortnamnet hedrar fältherren Scipio Africanus. Vid 2010 års folkräkning hade Scipio 1 713 invånare.

## Kända personer från Scipio
- Norman Eddy, politiker